# Sense destí
Sense destí (títol original en hongarès: Sorstalanság) és una pel·lícula de drama del 2005 dirigida pel cineasta hongarès Lajos Koltai. La tràgica i punyent història del film es basa en la novel·la semi-autobiogràfica del premi Nobel Imre Kertész (amb el mateix nom per títol) i tracta sobre la involuntària odissea a la qual es veu abocat un jove jueu que serà testimoni directe dels horrors de l'Holocaust en ser destinat als camps de concentració d'Auschwitz, de Buchenwald i de Zeitz.
El guió de la pel·lícula va ser elaborat pel mateix Kertész i la composició de la música va anar a càrrec d'Ennio Morricone, amb un tema interpretat per Lisa Gerrard. El film, que amb un pressupost d'uns 12 milions de dòlars va esdevenir una de les produccions hongareses més cares de la història, va ser també una de les produccions hongareses de més èxit a nivell comercial i va assolir així mateix una gran projecció internacional. Ha estat doblada al català.

## Argument
La tranquil·la adolescència del jove György sofreix un gran trasbals quan el seu pare -seguint el mateix destí que molts jueus- és deportat a l'Alemanya nazi, necessitada de mà d'obra. György es queda així sol a Budapest amb la seva mare adoptiva i s'ha de posar a treballar de manobre per tal d'aportar ingressos a la llar. Un dia, de camí cap a la fàbrica, l'autobús és parat per gendarmes hongaresos i tots els jueus -György inclòs- són arraconats a part i seguidament deportats. Comença així el seu llarg i tempestuós calvari a través de l'holocaust, que tindrà com a primer destí Auschwitz. Passats dos anys penibles en els quals György té el mèrit d'aconseguir sobreviure, el jove jueu és traslladat a Buchenwald per anar a parar tot seguit al camp de concentració de Zeitz.
És a aquest darrer camp on György coneix a Bandi Citrom -un altre hongarès deportat- i entre ells neix una sòlida amistat que els impulsa a continuar lluitant per sobreviure a l'holocaust i poder així veure de nou Budapest algun dia. Això no obstant, tots aquest esforços se'n van gairebé en orris quan György ha de ser ingressat a la infermeria a causa d'una inflamació del genoll provocada per l'excessiva explotació laboral a la qual el jove ha sigut sotmès. Mig mort, György és traslladat de nou a Buchenwald, ja a les acaballes de la Segona Guerra Mundial, fins que el camp és alliberat pels americans i el jove jueu pot tornar a la seva ciutat natal.
A Budapest, el colpit György s'assabenta encara que el seu pare ha perdut la vida a Mauthausen, mentre que la seva mare adoptiva ha pogut salvar la vida casant-se amb un hongarès. Però el desmoralitzat i abatut jove, que al llarg de la seva traumàtica experiència ha anat perdent tota sensibilitat, pot a penes expressar els seus sentiments al respecte.

## Repartiment
- Marcell Nagy: György Köves
- Áron Dimény: Bandi Citrom
- Judit Schell: mare adoptiva de György
- Daniel Craig: Sargent de l'exèrcit estatunidenc

## Premis i nominacions

### Nominacions i presentacions
- Selecció oficial a la Berlinale del 2005, en competició per l'Os d'Or[4]
- Nominació als Premis del Cinema Europeu a la categoria de millor director de fotografia, per Gyula Pados.
- Nominció als Premis del Cinema Europeu a la categoria de millor compositor, per Ennio Morricone.
- Selecció oficial al Festival de cinema de Teluride (Colorado) de 2005.
- Selecció oficial al Festival Internacional de Cinema de Karlovy Vary de 2005.
- Participació en el Festival Internacional de Cinema d'Edimburg de 2005.
- Participació en el Festival Internacional de Cinema de Toronto de 2005.
- Participació en el Festival Internacional de Cinema de Chicago de 2005.
- Participació en el Festival de Cinema AFI de Los Angeles de 2005.

### Premis
- Premi Granota d'Or del festival de cinema Camerimage de Łódź (Polònia), pel director de fotografia Gyula Pados.
- Premi Cigne d'Or a la millor fotografia al Festival Internacional de Cinema de Copenhaguen, per Gyula Pados.